# 1830 en science
| Années de la science : 1827 - 1828 - 1829 - 1830 - 1831 - 1832 - 1833    |
| Décennies de la science : 1800 - 1810 - 1820 - 1830 - 1840 - 1850 - 1860 |

Cet article présente les faits marquants de l'année 1830 en science.

## Événements

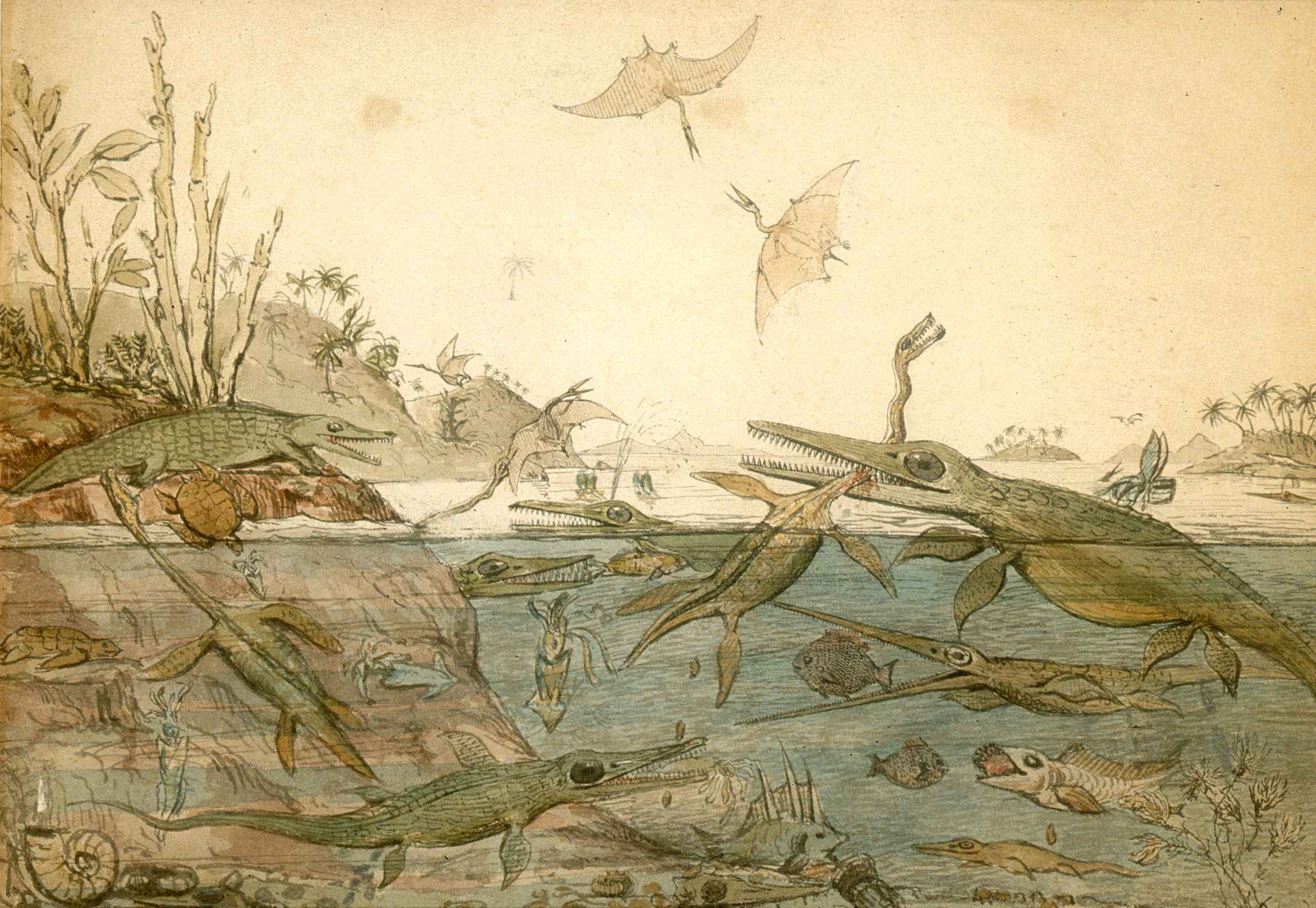
Duria Antiquior, un Dorset plus ancien. Cette aquarelle peinte par Henry De la Beche en 1830 pour illustrer les récentes découvertes de Mary Anning est la première reconstitution d'un biotope préhistorique avec des animaux contemporains (Paléoécologie).

- 2 avril : un mémoire de Eaton Hodgkinson sur la conception de poutres en acier est lu devant la Manchester Literary and Philosophical Society[2].
- 17 juillet : Barthélemy Thimonnier et l'ingénieur des mines Auguste Ferrand déposent le brevet de la première machine à coudre[3].

- 5 août : l'inventeur irlandais Aeneas Coffey dépose un brevet pour un alambic à colonne, le Coffey still[4].
- 16 août : l'astronome John Herschel découvre la galaxie NGC 7674 dans la constellation de Pégase[5].
- 31 août : l'ingénieur britannique Edwin Beard Budding dépose le brevet de la tondeuse à gazon[6].
- 10 septembre-20 octobre : Johann Heinrich von Mädler et Guillaume Beer réalisent une série de dessins de la surface de Mars[7].
- 14 octobre: retour du HMS Beagle en Angleterre à l’issue de sa première mission hydrographique en Patagonie et Terre de Feu[8].
- 6 décembre : inauguration du Depot of Charts and Instruments, qui devient l'Observatoire naval des États-Unis en 1854[9].

Date indéterminée
- Invention de la roue de Savart, dispositif acoustique permettant de déterminer la sensibilité de l'ouïe humaine et de créer des ultrasons.

## Publications

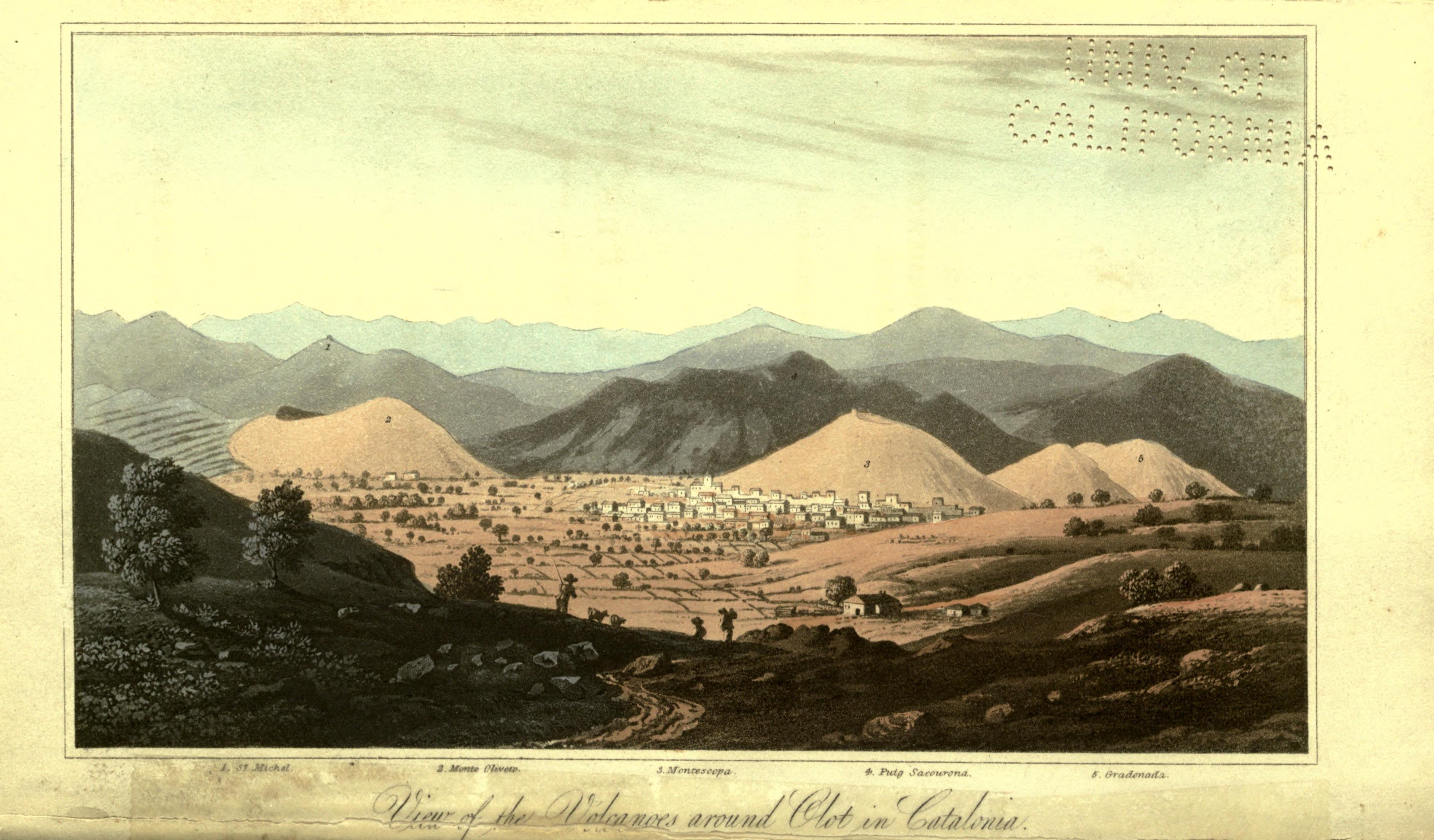
Planche tirée des Principes de géologie.

- Charles Lyell Principes de géologie. Le géologue britannique Lyell émet l’hypothèse selon laquelle la terre serait vieille de plusieurs centaines de millions d’années.
- Giuseppe Domenico Botto : Note sur une machine locomotive, mise en mouvement par l'électro-magnétisme. Le physicien italien Botto décrit un prototype de moteur électrique.
- Charles Bell : The nervous system of the human body (Le système nerveux du corps humain).
- William Jackson Hooker : The British Flora.

## Prix
- Médailles de la Royal Society
  - Médaille royale : Antoine Jérôme Balard et David Brewster
- Académie des sciences de Paris
  - Prix Lalande : J.-F. Gambart, pour l'étude de la comète de 1830

## Naissances

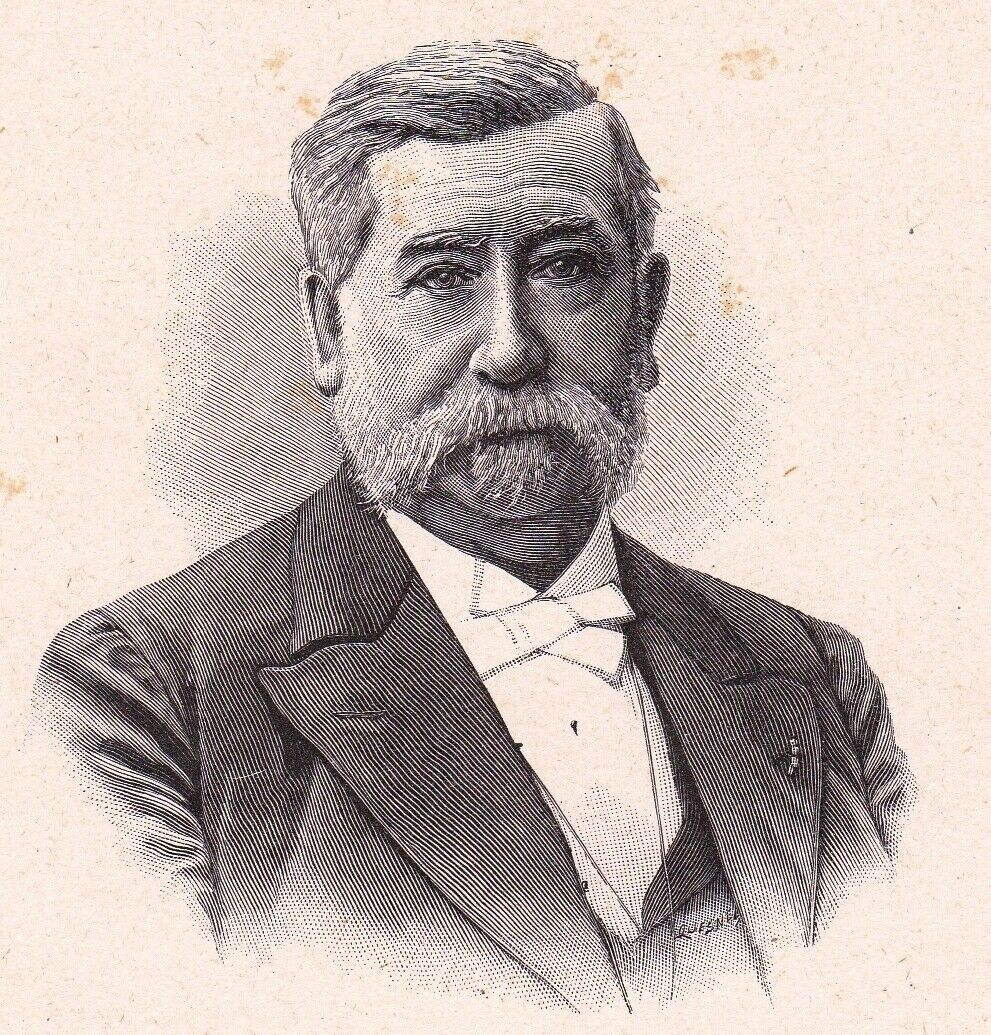
Édouard Bureau

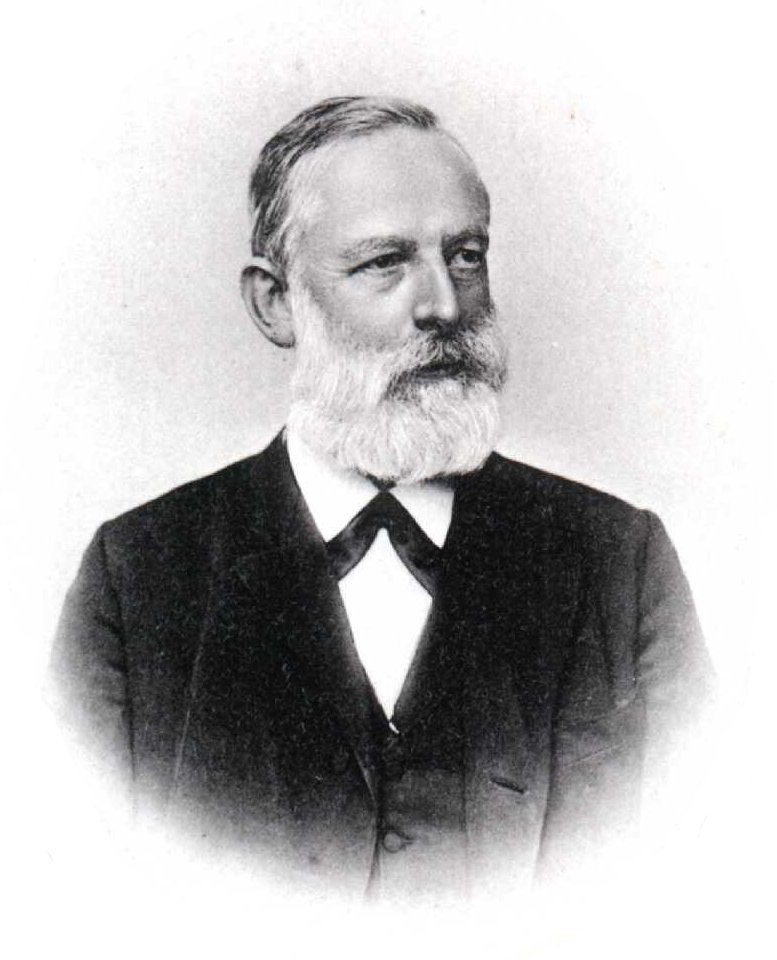
Julius Lothar Meyer

- 30 janvier : Joseph de Robillard de Beaurepaire (mort en 1906), agronome et historien français.

- 6 février : Daniel Oliver, botaniste britannique (mort le 21 décembre 1916).

- 5 mars :
  - Étienne-Jules Marey (mort en 1904), physiologiste français, pionnier de la photographie et un précurseur du cinéma.
  - Charles Wyville Thomson (mort en 1882), naturaliste écossais.
- 10 mars : Eugène Eudes-Deslongchamps (mort en 1889), paléontologue et naturaliste français.
- 19 mars : Hubert Anson Newton (mort en 1896), astronome et mathématicien américain.
- 28 mars : Christoph von Sigwart (mort en 1904), philosophe et logicien allemand.

- 11 avril : Emanoil Bacaloglu (mort en 1891), mathématicien, physicien et chimiste roumain.
- 17 avril : Alfred William Howitt (mort en 1908), anthropologue et naturaliste australien.
- 19 avril : Pierre-Paul Dehérain (mort en 1902), agronome français.
- 21 avril : Clémence Royer (morte en 1902), philosophe et scientifique française.

- 10 mai : François-Marie Raoult (mort en 1901), chimiste et physicien français.
- 13 mai : Frederic Moore (mort en 1907), entomologiste britannique.
- 20 mai : Édouard Bureau (mort en 1918), médecin et paléobotaniste français.

- 20 juillet : Clements Markham (mort en 1916), explorateur, écrivain, géographe et officier britannique.

- 19 août : Julius Lothar Meyer (mort en 1895), chimiste allemand.
- 20 août : Gerhard vom Rath (mort en 1888), minéralogiste et géologue allemand.

- 10 septembre : Chauncey Wright (mort en 1875), philosophe et mathématicien américain.

- 3 octobre : Albert Charles Lewis Günther (mort en 1914), herpétologiste et ichtyologiste britannique d'origine allemande.

- 4 novembre : Paul Topinard (mort en 1911), médecin et anthropologue français.
- 6 novembre : John Whitaker Hulke (mort en 1895), chirurgien et géologue britannique.

## Décès

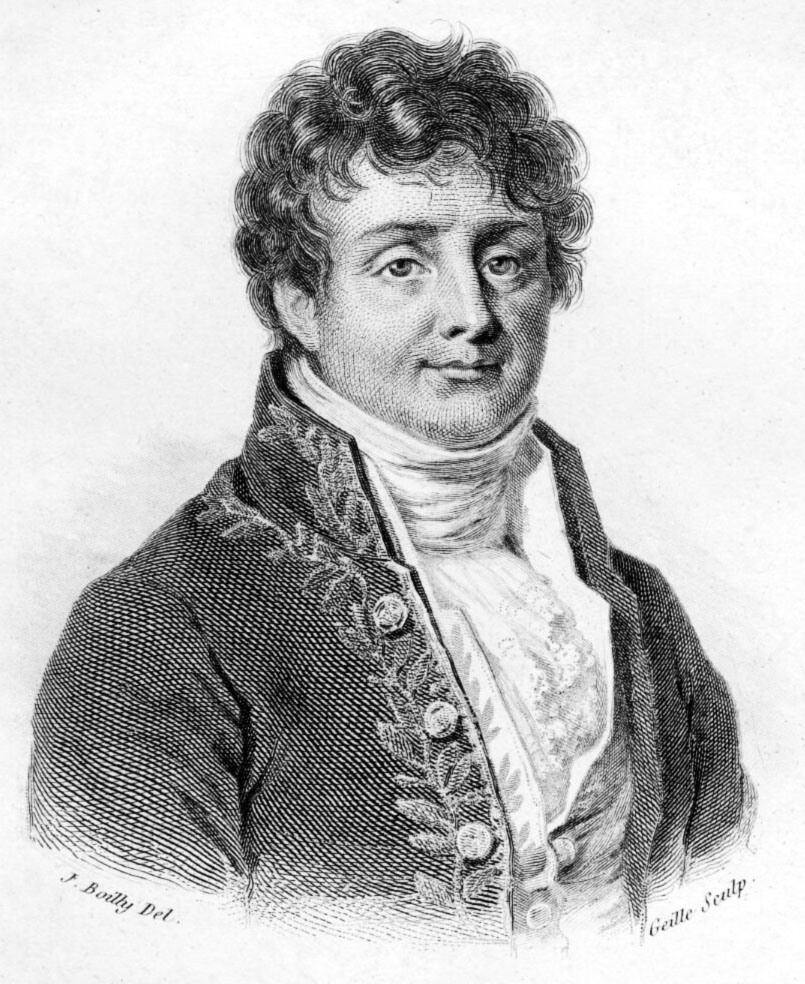
Joseph Fourier

- 14 janvier : Johann Georg Repsold (né en 1770), astronome allemand.

- 2 mars : Samuel Thomas von Sömmering (né en 1755), médecin, anatomiste, anthropologue, paléontologue et inventeur allemand.
- 28 mars : Stephen Elliott (né en 1771), botaniste américain.

- 9 avril : Pierre Bernard Palassou (né en 1745), naturaliste français.

- 16 mai : Joseph Fourier (né en 1768), mathématicien et physicien français connu pour ses travaux sur la décomposition de fonctions périodiques en séries trigonométriques convergentes appelées séries de Fourier et leur application au problème de la propagation de la chaleur.

- 13 juin : Johann Simon von Kerner (né en 1755), botaniste allemand.

- 8 octobre : Johann Gottfried Ebel (né en 1764), géologue et statisticien allemand.

- 9 novembre : Jan Śniadecki (né en 1756), mathématicien, philosophe et astronome polonais.
- 20 novembre : Honoré Flaugergues (né en 1755), astronome amateur français.

- 9 décembre : Heinrich Christian Friedrich Schumacher (né en 1757), médecin et naturaliste allemand.